# Mokumokuren
Mokumokuren es un Yōkai de la Mitología japonesa.

## Mitología

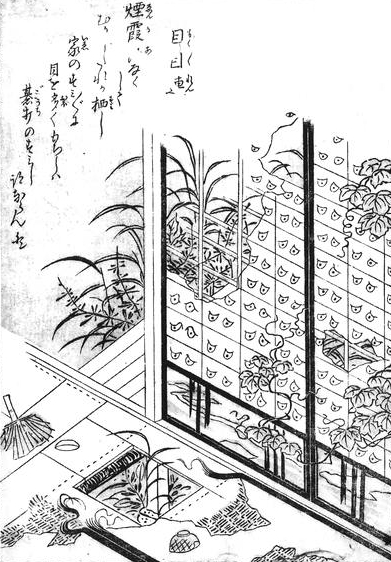
El mokumokuren ilustrado por Toriyama Sekien

Los Mokumokuren suelen vivir en shojis rotos (paredes corredizas de papel japonés), aunque también se pueden encontrar en tatamis y en las paredes. El nombre "Mokumokuren" significa literalmente "muchos ojos" u "ojos continuos". Los japoneses consideran que el Mokumokuren es uno de los habitantes tradicionales de las casas encantadas.
La única forma de eliminar el espíritu de la pared es tapar los agujeros.
Se dice que Mokumokuren es una invención de Toriyama Sekien.

## Leyenda
Un comerciante ambulante tacaño intentó una vez ahorrar dinero durmiendo en una casa abandonada en lugar de dormir en una posada. Al despertarse en medio de la noche, se encontró con una pantalla shoji (casi) entera mirándolo fijamente. En lugar de asustarse, quitó los globos oculares de la pantalla y se los vendió a un cirujano ocular local.
En otra historia, un viajero estaba decidido a permanecer en la misma casa que un Mokumokuren, intentando ignorarlo envolviendo fuertemente su cabeza con la manta bajo la que había estado durmiendo. Cuando despertó, descubrió que le habían extraído los globos oculares y no los encontraba por ningún lado.